# Ferenc Kazinczy
Dans le nom hongrois Kazinczy Ferenc, le nom de famille précède le prénom, mais cet article utilise l’ordre habituel en français Ferenc Kazinczy, où le prénom précède le nom.
Ferenc Kazinczy ([ˈfɛɾɛnts], [ˈkɒzintsi]), né le 27 octobre 1759 à Érsemjén/Șimian, Partium (de nos jours en Roumanie), et mort le 23 août 1831 à Széphalom, est un homme de lettres hongrois.

## Biographie
Avocat, notaire de comitat, inspecteur scolaire, Kazinczy fut impliqué dans la conspiration jacobine de 1793, condamné à mort et subit un emprisonnement de sept années après que sa sentence eut été commuée. 
À sa sortie de prison, cet infatigable réformateur de la littérature et de la langue hongroises consacra sa vie à la cause du renouveau de la langue dans les lettres et l’administration et de la littérature hongroise. Il fut le chef de file des « néologistes » (partisans du renouveau linguistique nyelvújítás), qui enrichirent la langue de quelque 8 000 mots, dont la moitié entra dans le langage courant.
Kazinczy fut l’un des premiers membres de l’Académie hongroise fondée en 1830 et à l’établissement de laquelle il contribua. Il fonda, en 1788, le Magyar Muzeum, le premier écrit périodique publié en hongrois. Ses compatriotes lui doivent en outre des traductions de diverses œuvres des littératures étrangères, puis des poèmes, une tragédie, Lanassa, des récits de voyage, des lettres, etc.
Il a traduit Anacréon, Cicéron, Salluste, La Rochefoucauld, Marmontel, Molière, Shakespeare, Sterne, Lessing, Goethe, Wieland, Klopstock, Ossian, Métastase.
Ses Œuvres ont été réunies (Pest, 1814-1816, 9 vol., et 1843-1844). 

## Source
- Gustave Vapereau, Dictionnaire universel des littératures, Paris, Hachette, 1876, p. 1128-9